# The Italian Diary
The Italian Diary è una serie televisiva docu-fiction italiana che segue le avventure di un gruppo di ragazzi alla scoperta di luoghi, tradizioni, arte, viaggi e mestieri di un'Italia sconosciuta e sorprendente. 
La serie è stata girata nell'estate 2016 in diversi luoghi d'Italia come la Val di Sole, in Trentino, Caorle, il lago di Garda e Roma.

## Trama
Il tredicenne Lapo trova un vecchio diario appartenuto al nonno nel quale sono riportate 100 avventure che egli ha documentato affinché suo nipote potesse riviverle un giorno. Lapo decide quindi di partire all'avventura insieme ai suoi amici.

## Personaggi
- Lapo: interpretato da Lapo Pulcini. Ha 13 anni è il protagonista della serie. È lui che ritrova il diario del nonno che da poi origine a tutte le avventure della serie.
- Caterina : interpretata da Caterina Mangiavillano. Ha 15 anni. È la migliore amica di Lapo ed è segretamente innamorata di lui.
- Enea : interpretato da Enea Barozzi. Ha 16 anni è molto sportivo e grande amante della natura.
- Francesca : interpretata da Francesca Vettore. Ha 14 anni ed è sempre molto attenta alla moda. Di lei è innamorato, non ricambiato, Lapo.
- Thomas : interpretato da Thomas Bocchimpani[3]. È il fratello di Caterina ed ha una passione per il canto e per la  musica.

## Episodi
| Stagione       | Puntate | Prima TV      | Prima TV |
| Stagione       | Puntate | Inizio        | Fine     |
| -------------- | ------- | ------------- | -------- |
| Prima stagione | 10      | 2 luglio 2017 | in corso |